# Dieter Zeller
Dieter Zeller (* 24. Juni 1939 in Freiburg im Breisgau; † 16. Februar 2014) war ein deutscher katholischer Theologe und Religionswissenschaftler.

## Leben
Dieter Zeller, Sohn von Elisabeth Zeller, geborene Mußler, und des Straßenbahnschaffners Wilhelm Zeller, war katholisch, studierte Philosophie, Katholische Theologie und Bibelwissenschaft in Freiburg und in Rom. 1965 erwarb er das theologische Lizentiat und 1967 das Lizentiat in Bibelwissenschaften am Päpstlichen Bibelinstitut in Rom. Im Jahr 1972 wurde er bei Anton Vögtle in Freiburg mit der Untersuchung Juden und Heiden in der Mission des Paulus zum Dr. theol. promoviert. In seiner Promotionszeit arbeitete er als Assistent bei Alfons Deissler. 1976 habilitierte er sich bei Anton Vögtle mit der Untersuchung Die weisheitlichen Mahnsprüche bei den Synoptikern. 1980 bis 1982 war er Professor für Neues Testament an der Universität Luzern, ab 1982 an der Universität Mainz. Nach Antrag auf Laisierung erhielt er 1984 in Mainz eine Professur für Religionswissenschaft des Hellenismus. Er war verheiratet und hatte seinen Wohnort in Oestrich-Winkel bezogen. 1989 ernannte ihn die Evangelisch-Theologische Fakultät der Universität Heidelberg zum Honorarprofessor für Neues Testament. 2004 wurde er emeritiert.

## Schriften
- Juden und Heiden in der Mission des Paulus. Katholisches Bibelwerk, Stuttgart 1973; 2. Auflage 1976.
- Die weisheitlichen Mahnsprüche Jesu bei den Synoptikern. Echter, Würzburg 1977; 2. Auflage  1983.
- Kommentar zur Logienquelle. Katholisches Bibelwerk, Stuttgart 1984; 2. Auflage 1986, 3. Auflage 1993.
- Der Brief an die Römer. Pustet, Regensburg 1985.
- Charis bei Philon und Paulus. Katholisches Bibelwerk, Stuttgart 1990.
- Christus unter den Göttern. Katholisches Bibelwerk, Stuttgart 1993.
- La lettera ai Romani. Morcelliana, Brescia 1998.
- als Hrsg.: Christentum. Von den Anfängen bis zur konstantinischen Wende (= Die Religionen der Menschheit. Band 28). Kohlhammer, Stuttgart 2002.
- als Hrsg. mit Jochen Althoff: Die Worte der Sieben Weisen. Wissenschaftliche Buchgesellschaft, Darmstadt 2006.
- Neues Testament und hellenistische Umwelt. Philo, Berlin 2006.
- Der erste Brief an die Korinther. Vandenhoeck & Ruprecht, Göttingen 2010.
- Studien zu Philo und Paulus. V&R Unipress, Göttingen/Bonn 2011.
- Jesus – Logienquelle – Evangelien. Katholisches Bibelwerk, Stuttgart 2012.